# Hełm tracki

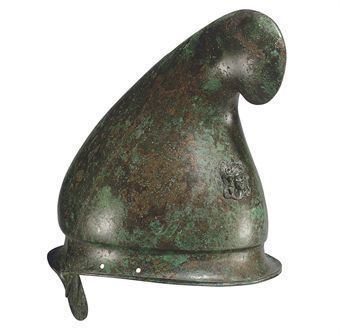
Hełm tracki. Przód czaszy zdobi aplikacja z wizerunkiem bogini Ateny; hełm nie posiada oryginalnych nauszników.

Hełm tracki, także hełm frygijski – rodzaj hełmu, który powstał w starożytnej Grecji pod koniec okresu klasycznego i był używany w całym świecie hellenistycznym aż do okresu Republiki Rzymskiej. Był szeroko stosowany przez wojowników greckich, macedońskich, diadochów, ludy italskie, etruskich, trackich, frygijskich i dackich w okresie hellenistycznym i republikańskim Rzymu, a przez niektóre grupy etniczne także w czasach Cesarstwa Rzymskiego.

## Charakterystyka
Różne nazwy nadawane temu typowi hełmu pochodzą od jego kształtu, w szczególności wysokiego i pochylonego do przodu szczytu, który przypomina czapki (zwykle skórzane) noszone przez ludy frygijskie i trackie. Te nazwy geograficzne nie odnoszą się do pochodzenia samego hełmu i są współczesnym konwencją nazewniczą. Jak większość hełmów pochodzenia greckiego, hełmy trackie i frygijskie były wykonane z brązu. Czasza hełmu była zazwyczaj kuta z jednego kawałka brązu, choć szczyt skierowany do przodu czasami wykonywano osobno i przymocowywano nitami do czaszy. Czasza była często wyciągnięta w daszek z przodu, co osłaniało oczy noszącego i chroniło górną część twarzy przed ciosami z góry. Twarz była dodatkowo chroniona przez duże nauszniki, wykonane osobno od czaszy. Czasami te nauszniki były tak duże, że spotykały się na środku, pozostawiając otwór na nos i oczy. W przypadku takiej konstrukcji były one zdobione wytłaczanymi i grawerowanymi dekoracjami, które imitowały brodę i wąsy.

## Użycie

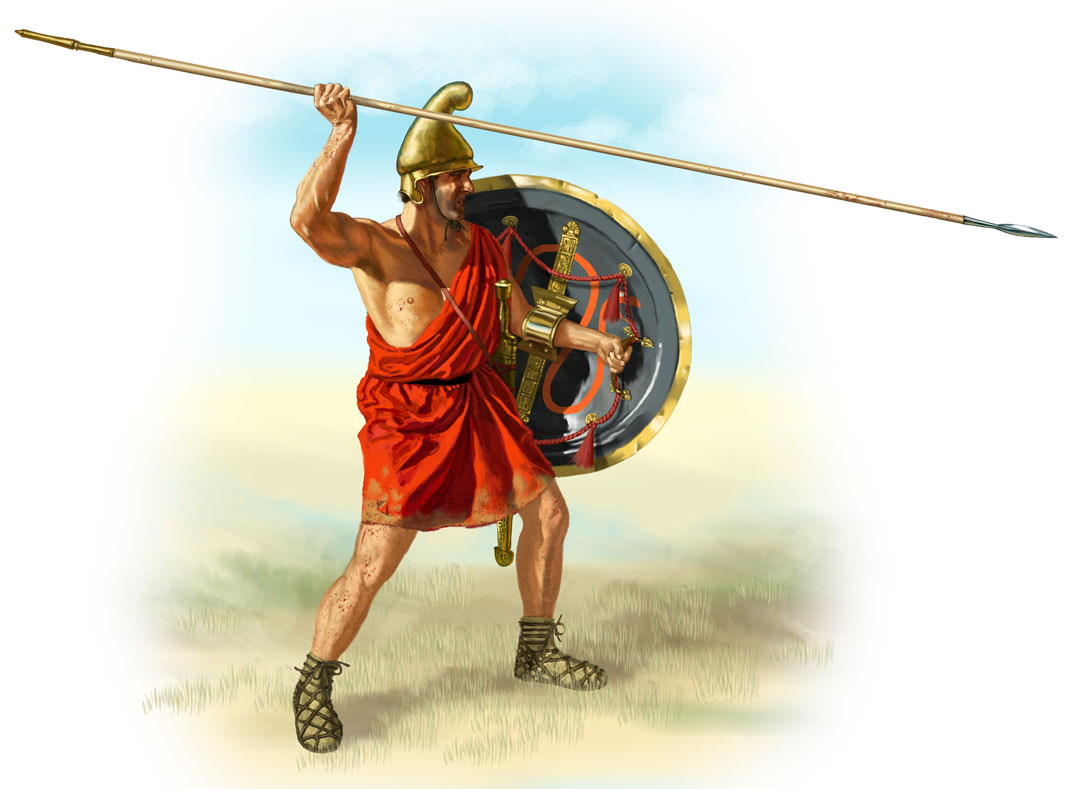
Macedoński hypaspista wyposażony we włócznię, tarczę argiwską i hełm tracki

Hełm frygijski był noszony przez kawalerię macedońską za czasów króla Filipa, jednak jego syn, Aleksander, według przekazów wolał otwarty hełm beocki dla swojej kawalerii, zgodnie z zaleceniami Ksenofonta. Królewski pochówek w grobowcu w Werginie zawierał hełm, który był odmianą typu frygijskiego, wyjątkowo wykonany z żelaza, co sugeruje jego użycie przez kawalerię. Hełm frygijski jest wyraźnie widoczny w przedstawieniach piechoty armii Aleksandra Wielkiego, takich jak współczesny Sarkofag Aleksandra. Hełm frygijski był szeroko stosowany pod koniec klasycznego okresu Grecji i w okresie hellenistycznym, zastępując wcześniejszy typ koryncki z V wieku p.n.e.